# Mutignano
Mutignano  è una frazione del comune di Pineto, in provincia di Teramo.  Fino al 1930 il paese era il centro amministrativo dell'area dell'odierna Pineto.  Mutignano sorge su una collina a circa 3km dal mare Adriatico.

## Storia
Le prime testimonianze del paese risalirebbero al 958. Mutignano ricadeva nella diocesi di Penne, ed era soggetto all'abbazia di San Giovanni in Venere. Nel 1140 contava 48 famiglie, raddoppiate già nel 1193.
Il 1 aprile 1251 il paese fu trasferito sotto la diocesi di Atri. Nel XIV e XV secolo il piccolo paese fu interessato da flussi migratori che portarono nuovi residenti slavi ed albanesi dall'altra sponda dell'adriatico, in fuga dall'avanzata ottomana nei balcani.
Mutignano rimase alle dipendenze del capitolo della cattedrale di Atri fino al 1809, quando venne istituita la sua parrocchia autonoma.
Nella seconda metà del XIX secolo la frazione superò duemila residenti. Con l'apertura della stazione della ferrovia Adriatica nella zona costiera nel 1863, iniziò la forte crescita di Villa Filiani, nucleo originario dell'attuale Pineto. Il 30 maggio 1930, in seguito al rapido popolamento della zona costiera, la sede comunale venne spostata a Pineto, con Mutignano che ne divenne frazione.

## Monumenti
Chiesa di San Silvestro Papa
La chiesa di san Silvestro, risalente al XII secolo, è la principale del paese. Di stile romanico, venne realizzata in laterizio con il campanile incastonato al centro della facciata. Il campanile, con basamento a scarpa e cuspide ottagonale, presenta analogie con lo stile rinascimentale delle torri del duomo di Teramo e della basilica di Santa Maria Assunta di Atri. Alla base del campanile si apre un portale a tutto sesto che immette all'interno della chiesa. I battenti del portale vennero donati dal duca di Atri Giosia Acquaviva.
L'interno è a navata unica con cappelle laterali e soffitto a capriate lignee. 
Di interesse una pala quattrocentesca di san Silvestro presso l'altare, di Andrea De Litio, che rappresenta al centro papa Silvestro con alla sua sinistra alcune fasi dei miracoli e a destra una disputa teologica e il battesimo dell'imperatore Costantino. Fra le altre opere custodite all’interno della chiesa vi sono un affresco quattrocentesco raffigurante la madonna con il bambino e i santi protettori, una croce di Nicola da Guardiagrele, un crocifisso in marmo ed una tela seicentesca con la madonna ed il bambino.
Chiesa Metodista
Lungo corso Umberto I si trova una chiesa metodista, costruita nel 1932 da alcune famiglie locali. Essa poté entrare effettivamente in funzione solo dal 1944, dopo la fine della dittatura fascista, e rimase aperta come luogo di culto fino al 1996.
Chiesa di Sant’Antonio
Sempre lungo il corso è presente la chiesa a navata unica di sant’Antonio. La chiesa originaria fu costruita in epoca medievale e fu affidata all'ordine dei Frati francescani. Dopo il loro abbandono, la chiesa si degradò finché nel 1729 fu ricostruita a spese del duca Troiano Acquaviva d'Aragona. Oggi la chiesa è utilizzata come auditorium. All’interno si conservano i decori in stucco e tele settecenteschi raffiguranti la Madonna del Carmine con le anime del purgatorio e la Madonna tra i santi.
Chiesa di Santa Maria della Consolazione
La chiesa sorge prima dell’ingresso del paese, provenendo da Pineto. L'edificio a croce greca, oggi inagibile, fu eretto nel 1408. 
Parco Castellaro
Il parco, ridisegnato ed inaugurato il 24 marzo 2019, si estende in circa 2500 metri quadrati di vegetazione e sentieri naturali